# Сато, Микио
Микио Сато (яп. 佐藤 幹夫, 18 апреля 1928, Токио — 9 января 2023, Киото) — японский математик, создатель алгебраического анализа.

## Биография
Сато обучался математике в Токийском университете. Одновременно он работал школьным учителем из-за финансовых проблем — после Второй мировой войны все сбережения его семьи обесценились, а дом был разрушен во время бомбардировок. После этого он обучался теоретической физике, будучи студентом Синъитиро Томонаги. В 1958 году Сато опубликовал работу, в которой вводилось понятие гиперфункции. В 1960 году на «Расширенном коллоквиуме» в Токийском университете им были представлены базовые определения теорий D-модулей и голономных систем. Как говорит Микио Сато в своём интервью

Там у меня была возможность представить мою программу по анализу. Я объяснил, каким образом многообразия соответствуют коммутативным кольцам, а векторные расслоения — модулям над этими кольцами, и если перейти к некоммутативному случаю, то можно рассматривать линейные и нелинейные дифференциальные уравнения. С этой точки зрения, линейные уравнения — это D-модули, а если обобщить определение D-модуля, то можно включить в него нелинейный случай.
Оригинальный текст (англ.)There, I had the opportunity to present my program in analysis. I explained how a manifold is the geometric counterpart of a commutative ring, and vector bundles are the counterpart of modules over that ring, and if you go to the non-commutative case you can treat linear and nonlinear differential equations. From this point of view, linear equations are defined to be D-modules, and if you write D in a more general form, you can consider nonlinear systems.

Для разработки этой теории Сато, независимо от Гротендика, изобрёл локальные когомологии. Также в этих работах активно использовалась теория пучков. Впоследствии им была создана теория микрофункций, соответствующая микролокальным свойствам линейных дифференциальных уравнений в частных производных. Также Сато совершил важный вклад в нелинейную теорию солитонов при помощи концепции бесконечномерных грассманианов. В теории чисел он известен благодаря гипотезе Сато — Тейта.
Скончался 9 января 2023 года.

## Награды и признание
- 1969 — Премия Асахи
- 1976 — Премия Японской академии наук
- 1987 — Премия Фудзивары[яп.]
- 1993 — иностранный член Национальной академии наук США[6][7]
- 1997 — Премия Рольфа Шока
- 2003 — Премия Вольфа по математике